# ベーコン合同教会
ベーコン合同教会（ベーコンごうどうきょうかい、英語: The United Church of Bacon, Baconism）は、無神論者のジョン・ホワイトサイド（英語: John Whiteside）と友人らにより2010年にラスベガスに設立された教会。2016年現在、信者は世界で13,000人を超える。通称はベーコン教で、ベーコンという名称は豚肉を加工した食品のベーコンに由来する。

## 概要
ベーコン合同教会はすべてのベーコンを愛好する人を歓迎すると共に、無神論者のために無償で冠婚葬祭などのサービスを提供している。ベーコン合同教会は無神論者が不道徳、下等というような扱いを受けることや、神または迷信を信じないことによって嫌われ、疎外されるなどの無神論者への差別に対して抗議する目的を持ち合わせている。ホワイトサイドが「ベーコン」という名前を選択した理由について、社会が宗教に対して自然と敬意を持つことは宗教に特権を与えるため、それは間違いだと暴くためであり、又「目に見えない神とは異なり、少なくともベーコンは見ることができる。ベーコンは明らかに存在する」と主張している。ホワイトサイドは「ベーコン」という名前について「面白い」と形容している。。主な加入基準は「ベーコン（ベジタリアンベーコンやターキーベーコンを含む）の匂いを愛すること」である。

### 結婚式
ベーコン合同教会は結婚式において神の存在が必要無いとする人たちのために、結婚式の提案やプランの要望の実現、無宗教的かつ法的に認可された司式者の役割を無償で果たす。教会に所属する司式者は世界中に約2,000人いるとされている。ベーコン合同教会は結婚式において寄贈や料金を受け取らないとしており、財力があるならば教会の推奨するチャリティー団体に寄付することを勧めている。結婚式以外にも、葬儀や洗礼の司会も行うとしている。

## ベーコン八戒
ベーコン合同教会に当初はベーコン九戒があり、第十の戒めは作ろうとしたが、石版に書くスペースがなくなり、作り直したくなかったために九戒になったとされている。第九の戒めは元々「税金を払う」だったが、後に変更された。
さらにその後(2022年7月時点に確認)公式サイトに掲示された内容は、第三の戒めと第四の戒めを統合して第九の戒めを改めたものに改訂された。
ベーコン八戒の内容は以下の通りである。
1. 懐疑的であれ
2. 境目を重んじよ
3. 無神論者と宗教を標準化せよ
4. 楽しめ
5. 善くあれ
6. 寛大であれ
7. ベーコンを讃えよ
8. 公正な教会税を提唱する

## 使命
- 私たちは超自然主義に反対する。
  - 私たちは懐疑的であり、無神論者である。私たちの宗教では、私たちは宗教を疑う。
- 私たちは差別と闘う。
  - 無神論者は下等ではなく、又、嫌われ、疎外されるべきではない。
- 私たちはチャリティーのために資金を調達する。
- 私たちは常に無料で法的な結婚式を行う。
  - なんと素晴らしいことであろうか！
- 私たちはベーコンにも同様の権利があると主張することで、宗教の愚かな特権を暴く。
- 私たちはベーコンを讃える。
  - もし豚が嫌いであれば、ベジタリアンベーコンやターキーベーコンを讃える。